# Antonio Dal Monte
Antonio Dal Monte (Roma, 31 ottobre 1931) è un medico e pilota motonautico italiano, già Direttore scientifico e Capo del Dipartimento di Fisiologia e Biomeccanica dell’Istituto di Scienza dello Sport del Comitato Olimpico Nazionale Italiano (C.O.N.I.).

## Biografia

### Attività sportiva
In gioventù Dal Monte si distinse come ammirabile sportivo, militando in gare nazionali ed internazionali come canoista. Dopo la laurea in Medicina, a 26 anni, Dal Monte si arruolò in Aeronautica, come allievo ufficiale di complemento e raggiunse buoni risultati agonistici anche nel tiro a segno (carabina).
La sua grande passione per la motonautica sportiva si concretizzò al campionato europeo 1960 vincendo un oro nella categoria fuoribordo classe C-1-U 600.
La sua passione per il volo iniziò con l'aeromodellismo e si concretizzò con il brevetto di pilota PPL; tuttora pratica lo sport del volo a motore (vinse gare di campionato nazionale) ed è pilota di aliante; inoltre partecipa come pilota a competizioni di regolarità per auto d’epoca.

### Attività scientifica
Laureatosi alla Facoltà di Medicina e Chirurgia presso l'Università degli Studi di Roma, 
è anche specialista in Pneumologia, Medicina del Lavoro ed in Medicina aeronautica e spaziale. Conseguì poi la docenza in Fisiologia Umana e Medicina dello Sport.
Dal Monte è stato Direttore scientifico e Capo del Dipartimento di Fisiologia e Biomeccanica dell'Istituto di Scienza dello Sport del Comitato Olimpico Nazionale Italiano (C.O.N.I.). È inoltre considerato uno dei fondatori della Scienza di Valutazione Funzionale dell'atleta, di cui fu insegnante presso le Scuole di Specializzazione in Medicina dello Sport per Medico dell'Università degli Studi di Roma “La Sapienza”, dell'Università Cattolica del Sacro Cuore di Roma e dell'Università degli studi dell'Aquila.
Ha svolto un'intensa attività scientifica soprattutto nel campo della valutazione cardio-circolatoria, respiratoria, metabolica e biomeccanica dell'atleta, concretatasi nella pubblicazione di numerosi testi, diverse monografie e lavori scientifici. Progettò, inoltre, numerose apparecchiature, soprattutto ergometriche, per lo studio sul campo dell'atleta e per la simulazione in laboratorio del gesto sportivo. È stato membro del Consiglio superiore di sanità.
Il 5 dicembre 2006,  l'Università degli studi dell'Aquila gli ha conferito la “laurea honoris causa” in Scienze e Tecnica dello Sport (Laurea magistrale), con Lectio Doctoralis: “L'innovazione nella valutazione funzionale dell'atleta: costretto ad inventare”.
È autore di numerose pubblicazioni scientifiche 

## Premi e riconoscimenti
- Gli venne conferito il Diploma Sodalem Honoris Causa dell'Associazione Cecoslovacca di Medicina del J. E. Purkyne - Praga.
- 12 ottobre 1994 –  Gli venne conferito, dalla Fédération Aéronautique Internationale, il " Paul Tissandier Diploma" per i servizi resi all'Aeronautica ed agli sport dell'aria.
- 4 dicembre 2005 – Premio “Comunicazione e Cultura sportiva” assegnato dal Panathlon, "per la cultura sportiva".[7]
- 14 ottobre 2010 – Premio Angiolino Quarenghi, assegnato dalla Commissione paritetica CONI Bergamo e Panathlon International club di Bergamo, “attribuito a quel medico sportivo che, ad una attività professionale di assoluta eccellenza, associ un continuo esempio di dedizione sul piano umano all'assistenza degli atleti ed operi ovunque e sempre per l'affermazione dell'etica sportiva basata sul fair-play”.[8]
- 19 novembre 2011 – Premio Fair Play “Alla carriera” assegnato dal Panathlon, ” grande figura internazionale di studioso e di sportivo”.[9]